# مایز (کانزاس)
مایز (به انگلیسی: Maize) شهری در ایالت کانزاس کشور ایالات متحده آمریکا است که جمعیت آن در سرشماری سال ۲۰۱۰ میلادی، ۳٬۴۲۰ نفر بوده‌است.